# Boerhavia chrysantha
Boerhavia chrysantha är en underblomsväxtart som beskrevs av Rupert Charles Barneby. Boerhavia chrysantha ingår i släktet Boerhavia och familjen underblomsväxter. Inga underarter finns listade i Catalogue of Life.